# 神女海鰶
神女海鰶為輻鰭魚綱鲱形目鲱科的其中一種，分布於西印度洋區，包括波斯灣及巴基斯坦海域，體長可達15.2公分，生活習性不明。

## 擴展閱讀
維基物種上的相關：神女海鰶